# Peter Schmid (Skisportler)
Peter Schmid (* 26. Juli 1898; † unbekannt) war ein Schweizer Skispringer, Skilangläufer und Nordischer Kombinierer.
Schmid wurde 1922 Schweizer Skimeister. Bei den Olympischen Winterspielen 1924 in Chamonix trat er in allen drei Disziplinen an. Im Skispringen von der Normalschanze erreichte er den 18. Platz. Im Skilanglauf über 18 km kam er am Ende auf den 14. Platz. In der Nordischen Kombination erreichte er punktgleich mit dem US-Amerikaner Sigurd Overby den 11. Platz.